# Chlaenius maxillosus
Chlaenius maxillosus är en skalbaggsart som beskrevs av Horn. Chlaenius maxillosus ingår i släktet Chlaenius och familjen jordlöpare. Inga underarter finns listade i Catalogue of Life.